# Olympische Jugend-Winterspiele 2024/Teilnehmer (Griechenland)
| Gelbes Symbol für Goldmedaillen mit stilisierten Olympischen Ringen | Graues Symbol für Silbermedaillen mit stilisierten Olympischen Ringen | Braundes Symbol für Bronzemedaillen mit stilisierten Olympischen Ringen |
| ------------------------------------------------------------------- | --------------------------------------------------------------------- | ----------------------------------------------------------------------- |
| —                                                                   | —                                                                     | —                                                                       |

Griechenland nahm an den Olympischen Jugend-Winterspielen 2024 in der südkoreanischen Provinz Gangwon mit 14 Athleten (6 Männer, 8 Frauen) teil.

## Teilnehmer nach Sportart

### Biathlon
| Athleten                                                                | Wettbewerbe                           | Zeit        | Fehler       | Rang |
| ----------------------------------------------------------------------- | ------------------------------------- | ----------- | ------------ | ---- |
| Frauen                                                                  |                                       |             |              |      |
| Maria Tsiarka                                                           | 6 km Sprint                           | 27:17,2 min | 6 (1+5)      | 73   |
| Maria Tsiarka                                                           | 10 km Einzel                          | 55:12,1 min | 13 (3+3+4+3) | 89   |
| Ekaterini Vaikou                                                        | 6 km Sprint                           | 29:23,6 min | 7 (4+3)      | 84   |
| Ekaterini Vaikou                                                        | 10 km Einzel                          | 50:15,4 min | 6 (1+2+2+1)  | 83   |
| Lydia Tsiatsiou                                                         | 6 km Sprint                           | 32:37,8 min | 6 (3+3)      | 85   |
| Lydia Tsiatsiou                                                         | 10 km Einzel                          | 56:44,1 min | 10 (1+4+3+2) | 92   |
| Männer                                                                  |                                       |             |              |      |
| Vasilios Rosenlis                                                       | 7,5 km Sprint                         | 27:51,2 min | 7 (4+3)      | 85   |
| Vasilios Rosenlis                                                       | 12,5 km Einzel                        | 55:43,9 min | 9 (1+3+4+1)  | 86   |
| Ioannis Anastasiadis                                                    | 7,5 km Sprint                         | 28:20,9 min | 3 (1+2)      | 86   |
| Ioannis Anastasiadis                                                    | 12,5 km Einzel                        | 55:34,9 min | 9 (2+3+1+3)  | 85   |
| Andonios Prodromidis                                                    | 7,5 km Sprint                         | 30:33,5 min | 5 (3+2)      | 93   |
| Andonios Prodromidis                                                    | 12,5 km Einzel                        | 1:07:43,2 h | 14 (4+3+3+4) | 97   |
| Mixed                                                                   |                                       |             |              |      |
| Ekaterini Vaikou Vasilios Rosenlis                                      | Single-Mixed-Staffel (6 km + 7,5 km)  | LAP         | LAP          | 30   |
| Maria Tsiarka Lydia Tsiatsiou Ioannis Anastasiadis Andonios Prodromidis | Mixed-Staffel (2 × 6 km + 2 × 7,5 km) | LAP         | LAP          | 22   |

### Freestyle-Skiing
| Athleten         | Wettbewerb | Qualifikation | Qualifikation | Finale        | Finale        | Rang |
| Athleten         | Wettbewerb | Punkte        | Rang          | Punkte        | Rang          | Rang |
| ---------------- | ---------- | ------------- | ------------- | ------------- | ------------- | ---- |
| Frauen           |            |               |               |               |               |      |
| Olga Stafyllidou | Slopestyle | 1,00          | 19            | ausgeschieden | ausgeschieden | 19   |

### Ski Alpin
| Athleten             | Wettbewerb         | Lauf 1      | Lauf 1 | Lauf 2      | Lauf 2 | Gesamt      | Gesamt |
| Athleten             | Wettbewerb         | Zeit        | Rang   | Zeit        | Rang   | Zeit        | Rang   |
| -------------------- | ------------------ | ----------- | ------ | ----------- | ------ | ----------- | ------ |
| Frauen               |                    |             |        |             |        |             |        |
| Theopisti Georgiadou | Riesenslalom       | 1:00,59 min | 45     | DNF         | DNF    | DNF         | DNF    |
| Theopisti Georgiadou | Slalom             | 1:05,96 min | 55     | 1:01,89 min | 40     | 2:07,85 min | 40     |
| Männer               |                    |             |        |             |        |             |        |
| Apostolos Vougioukas | Super-G            | —           | —      | —           | —      | 57,43 s     | 38     |
| Apostolos Vougioukas | Alpine Kombination | 56,78 s     | 32     | 1:00,20 min | 27     | 1:56,98 min | 27     |
| Apostolos Vougioukas | Riesenslalom       | 52,88 s     | 41     | 49,23 s     | 36     | 1:42,11 min | 33     |
| Apostolos Vougioukas | Slalom             | 52,29 s     | 43     | 58,23 s     | 29     | 1:50,52 min | 29     |

### Skilanglauf
| Athleten                                                              | Wettbewerbe      | Zeit        | Rang |
| --------------------------------------------------------------------- | ---------------- | ----------- | ---- |
| Frauen                                                                |                  |             |      |
| Christina Roza                                                        | 7,5 km klassisch | 32:29,6 min | 66   |
| Georgia Tsiarka                                                       | 7,5 km klassisch | DSQ         | DSQ  |
| Männer                                                                |                  |             |      |
| Evangelos Athanasiou                                                  | 7,5 km klassisch | 30:57,7 min | 77   |
| Ioannis Georgakis                                                     | 7,5 km klassisch | 28:44,0 min | 75   |
| Mixed                                                                 |                  |             |      |
| Christina Roza Ioannis Georgakis Georgia Tsiarka Evangelos Athanasiou | 4 × 5 km Staffel | 1:08:50,6 h | 22   |

| Athleten             | Wettbewerb      | Qualifikation | Qualifikation | Viertelfinale | Viertelfinale | Halbfinale    | Halbfinale    | Finale        | Finale        | Rang |
| Athleten             | Wettbewerb      | Zeit          | Rang          | Zeit          | Rang          | Zeit          | Rang          | Zeit          | Rang          | Rang |
| -------------------- | --------------- | ------------- | ------------- | ------------- | ------------- | ------------- | ------------- | ------------- | ------------- | ---- |
| Frauen               |                 |               |               |               |               |               |               |               |               |      |
| Christina Roza       | Sprint Freistil | 4:11,54 min   | 52            | ausgeschieden | ausgeschieden | ausgeschieden | ausgeschieden | ausgeschieden | ausgeschieden | 52   |
| Georgia Tsiarka      | Sprint Freistil | 4:22,69 min   | 61            | ausgeschieden | ausgeschieden | ausgeschieden | ausgeschieden | ausgeschieden | ausgeschieden | 61   |
| Männer               |                 |               |               |               |               |               |               |               |               |      |
| Evangelos Athanasiou | Sprint Freistil | 3:45,68 min   | 71            | ausgeschieden | ausgeschieden | ausgeschieden | ausgeschieden | ausgeschieden | ausgeschieden | 70   |
| Ioannis Georgakis    | Sprint Freistil | 3:46,17 min   | 72            | ausgeschieden | ausgeschieden | ausgeschieden | ausgeschieden | ausgeschieden | ausgeschieden | 71   |

### Snowboard
| Athleten           | Wettbewerb | Qualifikation | Qualifikation | Finale | Finale | Rang |
| Athleten           | Wettbewerb | Punkte        | Rang          | Punkte | Rang   | Rang |
| ------------------ | ---------- | ------------- | ------------- | ------ | ------ | ---- |
| Frauen             |            |               |               |        |        |      |
| Margarita Zografou | Big Air    | DNS           | DNS           | DNS    | DNS    | DNS  |